# جک فارمری
جک فارمری (انگلیسی: Jack Farmery; ۲۵ آوریل ۱۹۰۱ – q1 1971) بازیکن فوتبال اهل بریتانیا بود.
از باشگاه‌هایی که در آن بازی کرده‌است می‌توان به باشگاه فوتبال هال سیتی، باشگاه فوتبال یورک سیتی، باشگاه فوتبال دونکستر راورز، و باشگاه فوتبال برادفورد سیتی اشاره کرد.